# フランク・エズ
フランク・エズ（Franck Haise、1971年4月15日 - ）は、フランス・モン＝サンテニャン出身の元サッカー選手、現サッカー指導者。現役時代のポジションはDF、MF。RCランス監督。

## 選手経歴
セーヌ＝マリティーム県に生まれ、FCルーアンの下部組織を経て17歳でプロデビューを果たした。リーグ・ドゥを主戦場としてたクラブだったが、エズが在籍した6シーズンで3度のリーグ・アン昇格の機会が訪れたが、いずれも昇格を果たせなかった。
1995-96シーズンからはリーグ・ドゥのスタッド・ラヴァルへ活躍の場を移し、1996-97シーズンにはクープ・ドゥ・フランスでASモナコを退け、ベスト4へ進出するサプライズを経験した。その後はASボーヴェ・オワーズやアンジェSCOに所属するも、トップリーグでの出場は叶わなかったため、2004年に現役を引退した。

## 指導者経歴
現役生活中に指導者として活動し始め、スタッド・レンヌの下部組織やFCロリアンのBチームなどで指導者としての経験を積んだ。2016年10月、FCロリアンの暫定監督に就任したが、リーグ・アンで2試合の指揮を執った後に後任監督にベルナール・カゾニが就任したため、以降はアシスタントコーチとしてクラブに留まった。
2020年2月25日、フィリップ・モンタニエの後任としてRCランスの監督に就任した。シーズン途中での就任となったもののモンタニエの残したリーグ・ドゥでの2位でシーズンを終え、リーグ・アンへの昇格を果たした。
昇格1シーズン目となった2021-22シーズンは、クラブを一度も降格圏に晒すことなく7位で余裕ある残留を決め、2021年のリーグ・アン最優秀監督賞にノミネートされたが、受賞者はクリストフ・ガルティエだった。